# Eldar Šengelaja
Eldar Šengelaja (in georgiano: ელდარ შენგელაია; Tbilisi, 26 gennaio 1933 – 4 agosto 2025) è stato un regista, sceneggiatore e politico georgiano, fino al 1990 sovietico.

## Biografia
Nel 1983 diresse il suo film più famoso, Le montagne blu, che gareggiò al festival di Cannes due anni dopo. Nel 1992 fece parte della giuria alla Berlinale.
Dal 1980 al 1985, quando era membro del Partito Comunista, fece parte del Soviet Supremo della RSS Georgiana e, dal 1989 al 1991, del Congresso dei Deputati del Popolo dell'URSS. Fu membro della commissione Sobchak, che indagò sulla repressione militare sovietica contro una manifestazione indipendentista a Tbilisi, per la quale produsse un documentario di grande impatto. Nel luglio 1989, divenne uno dei membri fondatori del Fronte Popolare della Georgia, un partito indipendentista, e si distinse come leader della sua ala moderata. Nell'ottobre 1990, fu eletto al Consiglio Supremo della Georgia nelle prime elezioni multipartitiche nella Georgia sovietica e fu uno dei firmatari dell'Atto di Indipendenza della Georgia nell'aprile 1991. In seguito si oppose al governo di Zviad Gamsakhurdia ed entrò a far parte del Consiglio di Stato della Georgia guidato da Eduard Shevardnadze. Nel 1992, divenne membro del parlamento, dove ricoprì la carica di vicepresidente dal 1995. 
Nel 1994 divenne membro fondatore dell'Unione dei Cittadini della Georgia presieduta da Shevardnadze ma in seguito si unì alla fazione "riformista" guidata da Zurab Zhvania, in opposizione a Shevardnadze. In risposta, i parlamentari fedeli a Shevradnadze tentarono, senza successo, di far rimuovere Shengelaia dalla carica di vicepresidente nel maggio 2002. Nel 2003 sostenne la Rivoluzione delle Rose, che estromise Shevardnadze, e fu rieletto al Parlamento della Georgia nel 2004 con la lista dell'alleanza Movimento Nazionale-Democratici. Nello stesso anno si ritirò dalla politica attiva. 
Eldar Šengelaja è morto nel 2025, ultranovantenne.